# Knósszosz

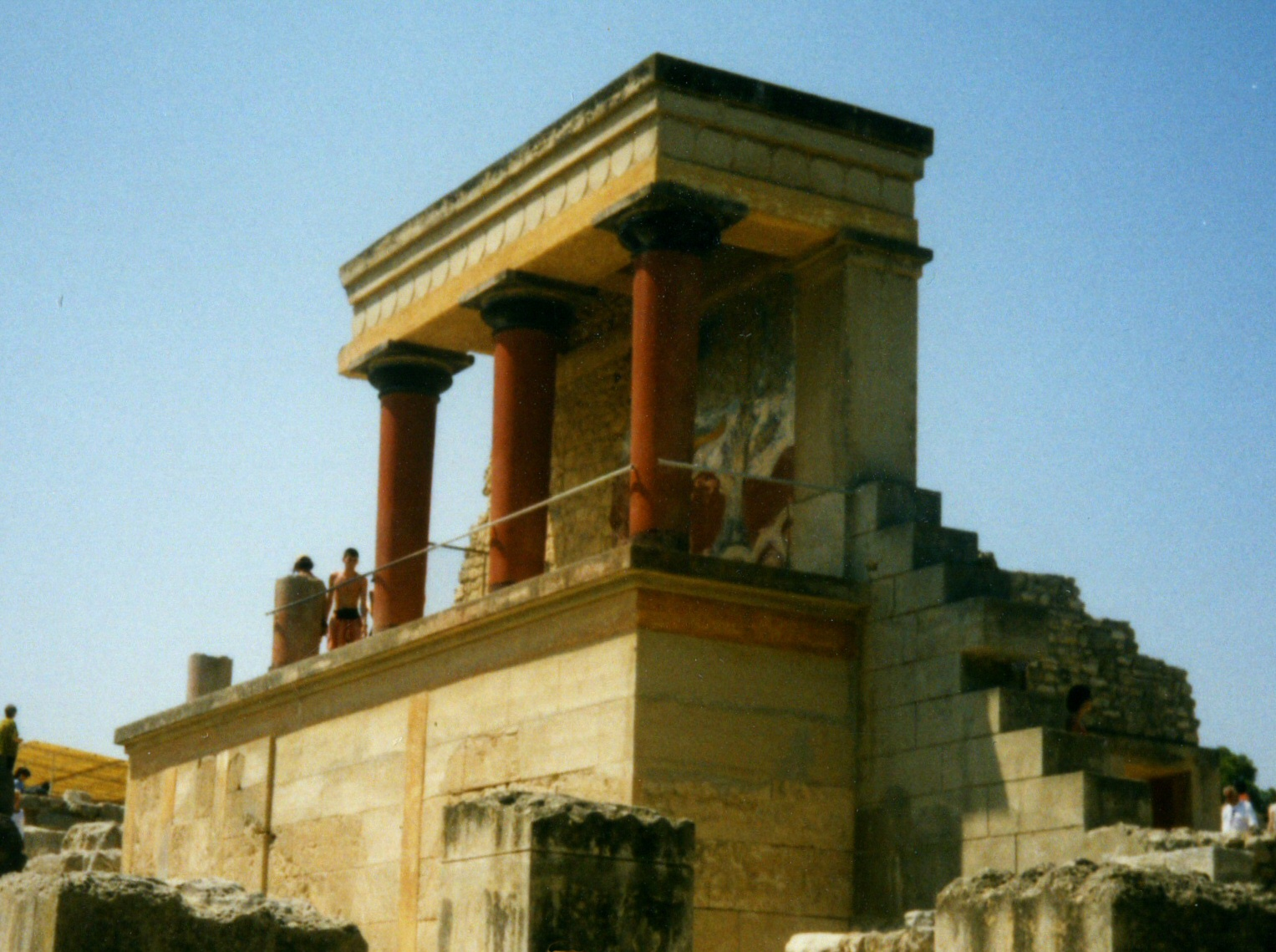
Palotarészlet – a bika szentélyébe vezető északi bástya – Arthur Evans rekonstrukciója

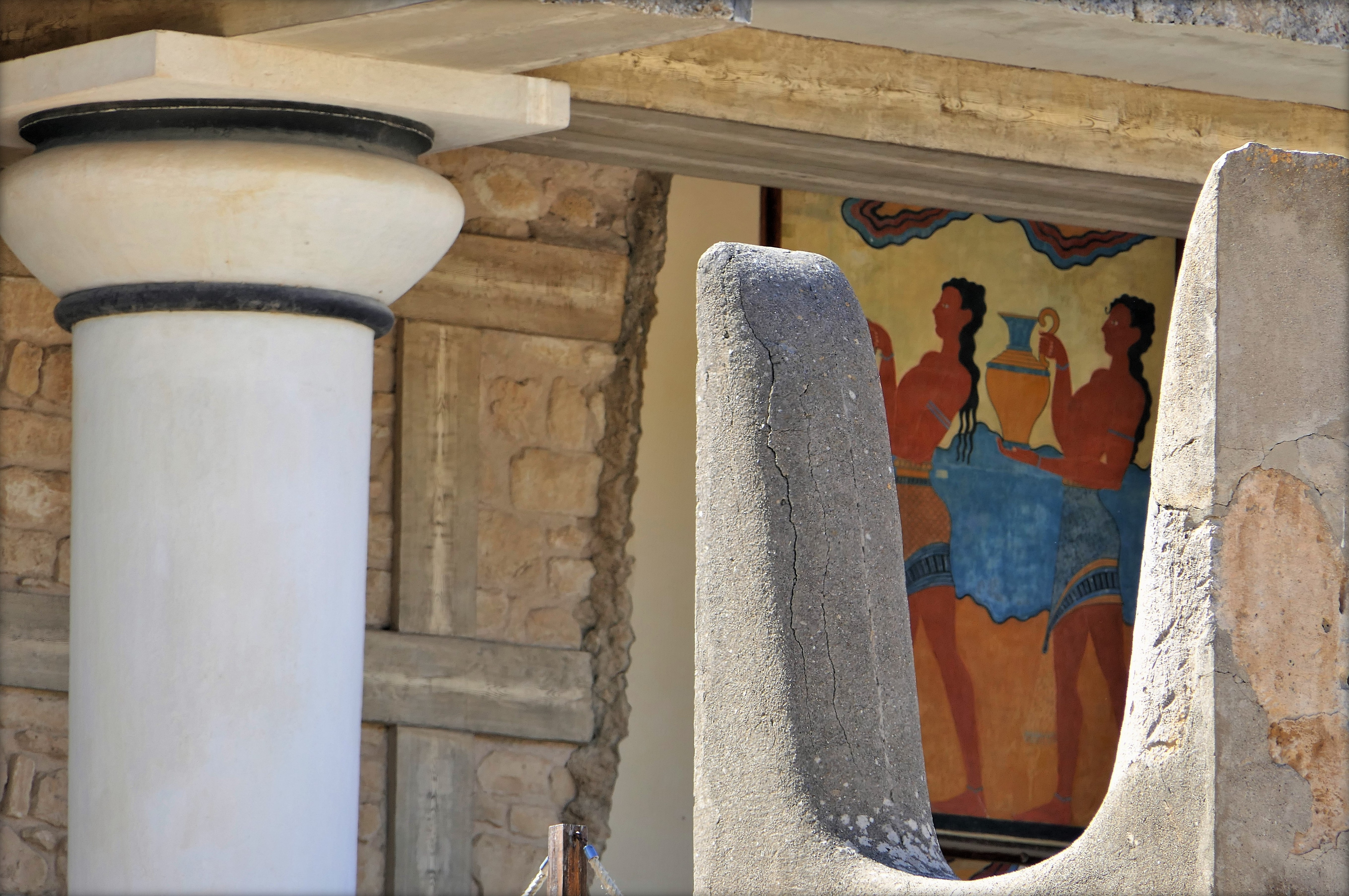
Minószi szimbólum

Knósszosz (görögül: Κνωσός) Kréta legnagyobb bronzkori épületegyüttese, feltételezhetően az egykori Minószi civilizáció vallási és politikai központja, a mai Heraklion közelében.
Krétán, az Égei-tenger déli végében elnyúló szigetek legnagyobbikán, már a neolitikumtól (i. e. 7. évezred) megjelentek a valószínűleg Észak-Afrikából származó pelaszgok, majd i. e. 2600 körül érkeztek a bronzkori prehellén civilizációt képviselő anatóliai telepesek. Több mint ezer évig tartó kulturális fejlődés nyomán Kréta lett a mediterrán térség tengeri kereskedelmének legjelentősebb résztvevője. Kréta szigetén több város is volt, és ezek között néhányban – Knósszosz, Phaisztosz, Malia – i. e. 2000-1600 között pompás paloták épültek. Ezeket többször lerombolták a szigetre jellemző földrengések, de mindig újjáépítették őket. A sziget északi partjától hat kilométerre, a Kephala domb csúcsán és keleti lejtőjén fejlődött ki a Knósszosz nevű gazdag város, ahol a település fénykorában 50 000 ember élt.
„Knósszosz nagy vára, kilenc évig, hol a legfőbb
Zeusszal társalgó Minósz gyakorolta uralmát”.
(Homérosz: Odüsszeia, XIX. 178-179. Devecseri Gábor fordítása)
A város legfőbb épülete, a palota, egyszerre volt királyi rezidencia és szakrális szertartási központ.
A palotát Sir Arthur John Evans, az oxfordi Ashmolean Museum korábbi főintendánsa tárta fel, több mint harmincévi munkával. Evans négy korszakra osztotta a „minószi civilizációt”, és az egész épületegyüttest e teória szerint, több részletben teljesen restaurálta, illetve újjáépítette. (Rekonstrukcióinak egy részét ma önkényesnek ítélik.)

## Rombolás és újjáépítés
Knósszosz területén a legrégebbi település i. e. 6000 táján jött létre. E korból katonai tevékenységnek nincs nyoma, egyetlen fegyverszerű lelettípus a kovakő késélek sorozata. A települést csak i. e. 5000 körül vették körül fallal.
A bronzkor legnagyobb kiterjedésű épületegyüttesének története i. e. 2000 körül kezdődött. Ekkor emelték az első, négyszögletes alaprajzú, kőtömbökből álló épületet, amelyet évszázadokkal később egy földrengés romba döntött. Ezután, ennek helyére nagyobb épületet húztak, de i. e. 1700 körül azt is földrengés és tűzvész sújtotta. A palota a harmadik újjáépítés és kibővítés során nyerte el azt a formáját, amelyet az 1900-as évek elején Evans rekonstruált. I. e. 1450 körül azonban ismét leomlott és kigyulladt. Egyesek szerint újabb természeti csapás következtében, mások úgy tartják, hogy a Görögország kontinentális részéről érkező mükéneiek okozták pusztulását, megint mások polgárháborút vagy járványt feltételeznek, de a legvalószínűbb, hogy földrengés okozta.
A vita alapja, hogy i. e. 1600 és 1400 között Théra (Szantorini) szigetét vulkánkitörés sújtotta, amelyet cunami és hamueső követett. Ennek hatását a Thérától 125 kilométerre délre fekvő Krétán is érezni lehetett – az eddigi elméletek szerint emiatt néptelenedett el a sziget; ez okozta a krétai kultúra hanyatlását. A zavart az okozza, hogy az eddigi legmegbízhatóbb adat, amely egy fatörzs radiokarbon elemzése alapján az eseményt i. e. 1456-ra datálta, megdőlni látszik, mivel az újabb vizsgálatok szerint a vulkánkitörés helyes időpontja i. e. 1628 volt; ez alaposan összezavarja a korábbi hipotéziseket.
Bármi is történt, a palotát i. e. 1400 körül ismét felépítették és még három évszázadon át használták.

## A legenda

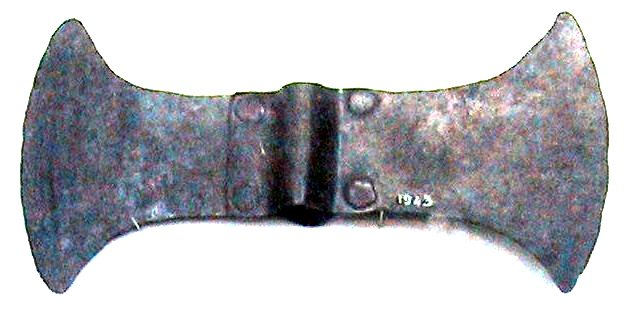
Bronz labürosz Messzarából

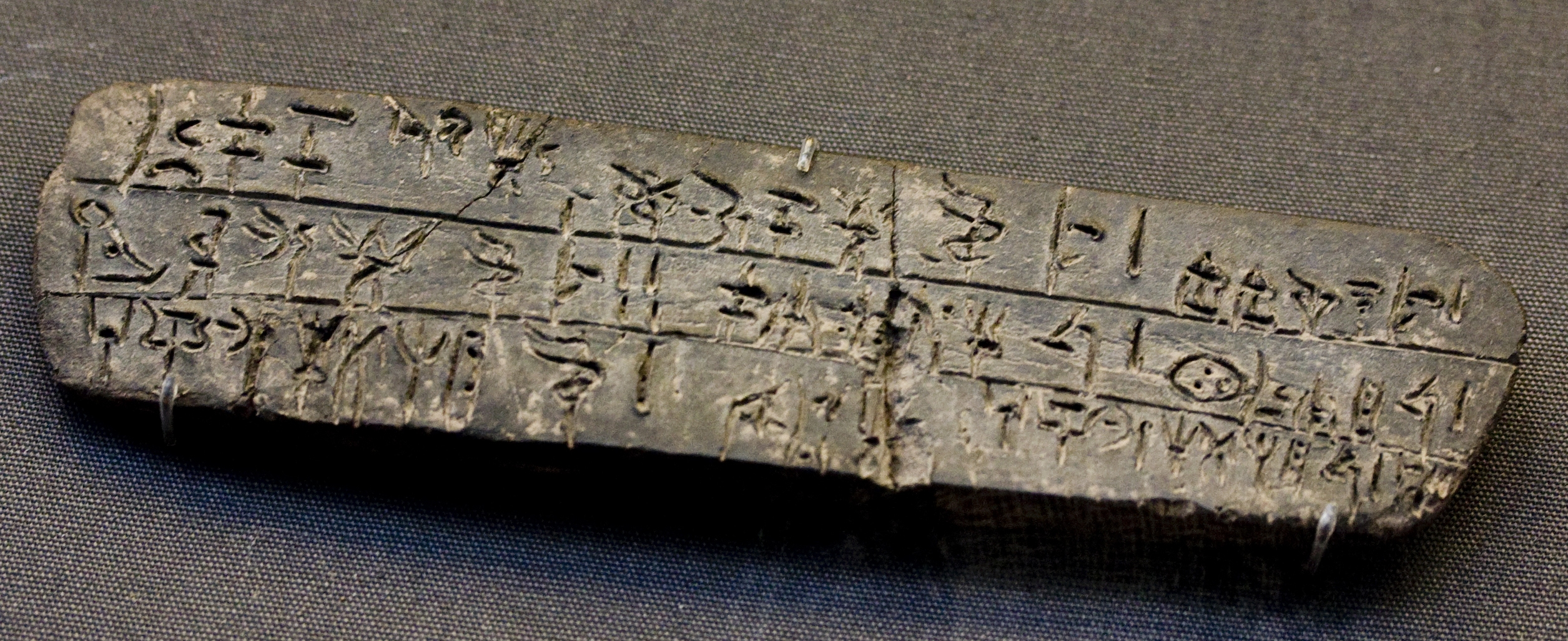
Lineáris B írás

A palota két és fél hektárnyi területe, nyugati szektorának körülbelül 130 méteres kultikus területe, valamint az egész épület teraszos, kaotikus épületcsoportjai alapján, a római korban alakult ki a palota mitikus labirintusának legendája. A klasszikus mitológia szerint Minósz, Kréta királya, akinek felesége Pasziphaé hat gyermeket szült, nem akart feláldozni egy szép bikát, amelyet Poszeidóntól kapott ajándékba. Az emiatt haragra gerjedt tengeristen rávette a szép Pasziphaét, hogy egyesüljön a bikával. Nászukból született a szörnyű, embertestű, de bikafejű Minótaurosz. Minósz a knosszoszi királyi palotában egy szobákból és folyosókból álló, áthatolhatatlan labirintust építtetett Daidalosszal és ide zárta be a Minótauroszt. A szörnyeteget Thészeusz athéni herceg győzte le. A labirintus valódi létezésére semmilyen bizonyítékot nem találtak a tudósok.
A legendabeli labirintus valódi névadója egy szertartási célokra használt kettős bárd, a labürosz szentélye. A régészek egy lineáris B írással készült felirat alapján megerősítették, hogy a minószi királyi palotában volt egy szakrális hely, ahol ezt a kétélű bárdot őrizték.

## Művészet és építészet

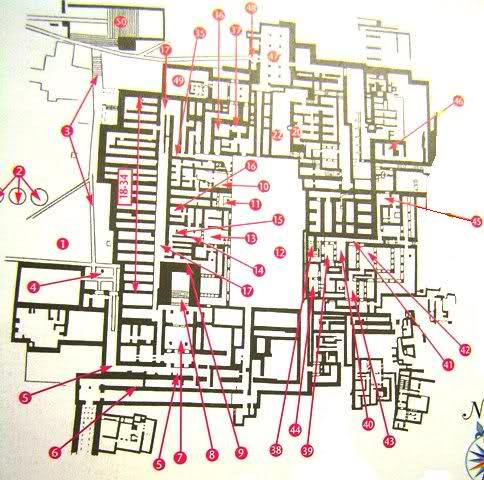
A Knosszoszi palota alaprajza: 1-Nyugati tér. 2-Silók. 3-Royal Street. 4-Nyugati Propylaea. 5-A felvonulások folyosója. 6-A liliomok hercegének folyosója. 7-Nagy propileák. 8-A nagy propileák lépcsőháza. 9-A három oszlop szentélye. 10-Trónterem. 11-Központi udvar lépcsője. 12-Központi udvar. 13-Kis udvar. 14-től 16-ig - Háromoldalú szentély. 17 - A kamra folyosója. 18-34 - Kamrák és pincék. 35-folyosó. 36. és 37. - Levéltár. 38-Lépcsőház a keleti szárnyban. 39-A királyi lakások tetőablaka. 40-Királyi őrszoba. 41-északkeleti folyosó. 42-A kétélű fejsze szobája. 43-Mégaron (a királynő nagy terme). 44-Királynő fürdőszobája. 45-Kőfaragó sátra. 46-Raktár. 47-Hypostyle terem. 48-North Propylaea. 49-Külső szentély. 50-Színház.

### A palota leírása
A knósszoszi palotakomplexum közel 20 000 négyzetméteres négyszögletű területet foglal el. Miután az újjáépítések és bővítések során egyszer sem rombolták le a már meglévő részeket, a Kephala domb lejtőjén meglehetősen bonyolult négyszintes épületrendszer jött létre, amelyben 1300 helyiség volt. Figyelmes tanulmányozás után tűnik csak elő, hogy merőleges tengelyek mentén szervezett komplexumról van szó, amelynek négy bejárata a négy égtáj felé fordul. A nyugati oldal  vallási célokat szolgált; a templomok és más szakrális helyiségek homlokzata a tavaszi napéjegyenlőség napkeltéje felé nézett. A felső szinten egy monumentális lépcső vezet a reprezentációs termekhez, a földszinten pedig a raktárak kaptak helyet, amelyben rituális használatra szánt olajat tartalmazó, lepecsételt nagy agyagkorsók (píthoszok) sorakoztak. A központi udvar 1500 négyzetméteres volt. A keleti szektorban voltak a lakosztályok, a vendégszobák, a cselédség szobái, továbbá a kézművesek műhelyei és a terményraktárak. A domboldalon teraszos árkádos kertek terültek el, a palota északnyugati sarkában álló lépcsőzetes ülésekkel ellátott, kikövezett térség színházi előadásoknak adott otthont.
A palota fő építőanyaga a mészkő volt, a falakat gondosan előkészített alabástromlapokkal burkolták.
Figyelemre méltó, hogy a várost és a palotát nem övezik védőfalak.

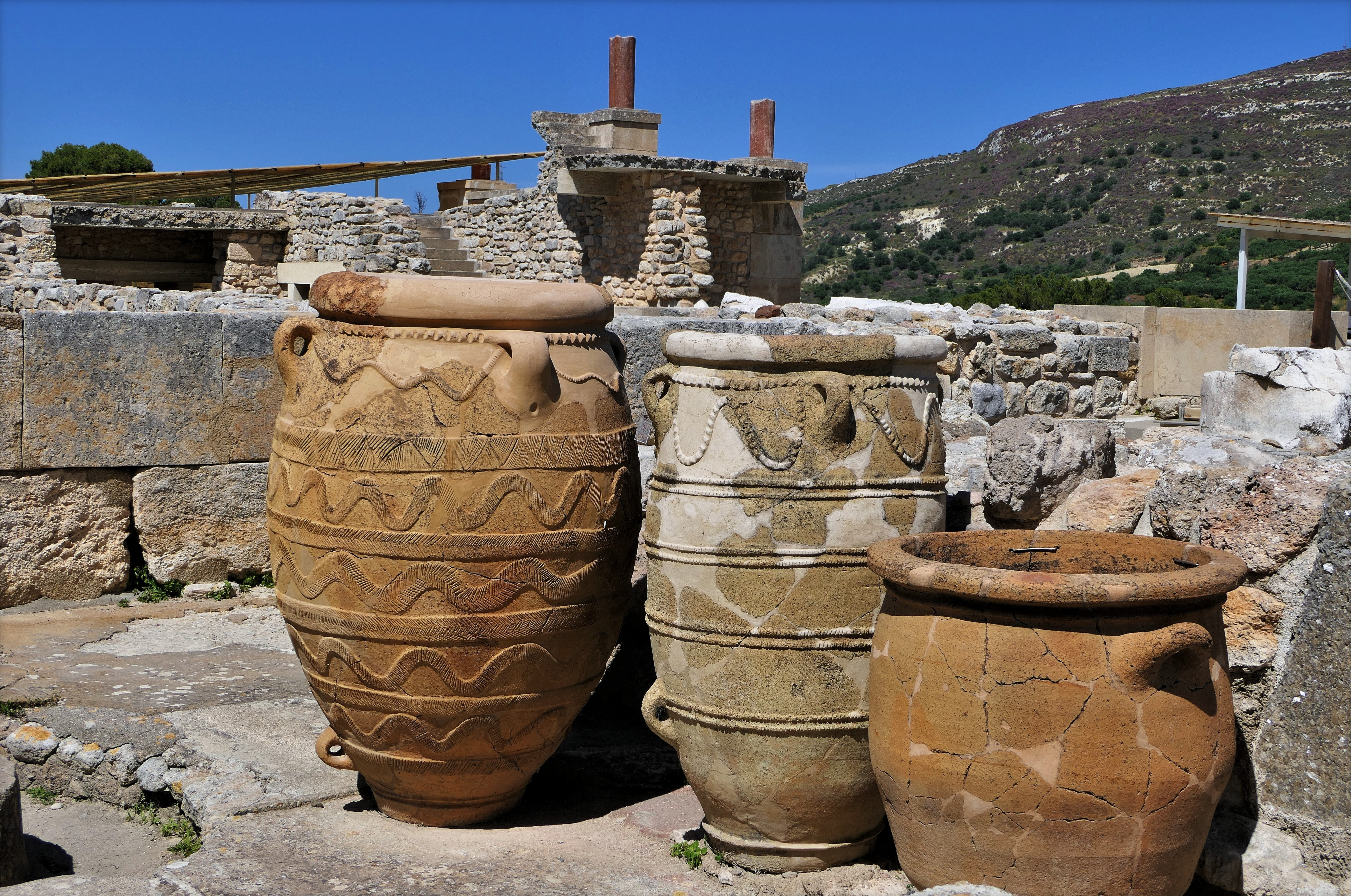
Raktár (magazine) hatalmas píthoszokkal. A tárolóedényeken pecsét volt, amelyen feltüntették a tulajdonos nevét és az edény tartalmát (bor, olaj, sör)

### A palota csodái és rejtélyei
A knósszoszi palota jellegzetességei közé tartoznak a kerek, fejjel lefelé fordított ciprustörzsekből készült, alul elvékonyított vörösre festett oszlopok, amelyek tetején kerek oszlopfők támasztották alá a födémszerkezetet. Ezek az oszlopok megjelennek a hosszú, árkádos teraszokon, az előcsarnokokban, a díszesebb helyiségekben, valamint az ún. „világítóaknákban” –  ezek a kis belső udvarok biztosították a friss levegő keringetését, az udvarok és a szobák szellőzését, továbbá a lépcsőházak világítását.
A palota legjelentősebb helyiségeinek vakolt falait naturalisztikus stílusú falfestmények és színezett domborművek díszítették. A „dombormű freskókat” több réteg gipszből formálták meg, majd kiszínezték; virágokat (liliomok, nárciszok, krókuszok) és fűszernövényeket, bikákat, madarakat, delfineket  és halakat, felvonulási meneteket, versenyeket és játékokat ábrázoltak. A pillanatfelvételekre emlékeztető, élénk színekkel festett képek arról árulkodnak, hogy a társadalom tagjai felszabadult, derűs, az életet élvező emberek voltak.
A leglátványosabb freskó a keleti szárny egyik udvarának falát ékesítette (ma az Iraklion Múzeumban látható), a „bikaugratás jelenet”: egy ifjú, miután szarvánál fogva megállította a rohanó bikát, akrobatikus gyakorlatokat mutat be az állat hátán, és leugrani készül; a bika mögött álló felemelt kezű fiatal lány készen áll arra, hogy elkapja, miközben az állat fejénél egy másik lány készülődik a veszélyes gyakorlatra.
A palota déli részének egyik folyosóján életnagyságú papok és papnők vonulnak hosszú sorban, miközben korsójukból italt töltenek a bikaistennek.

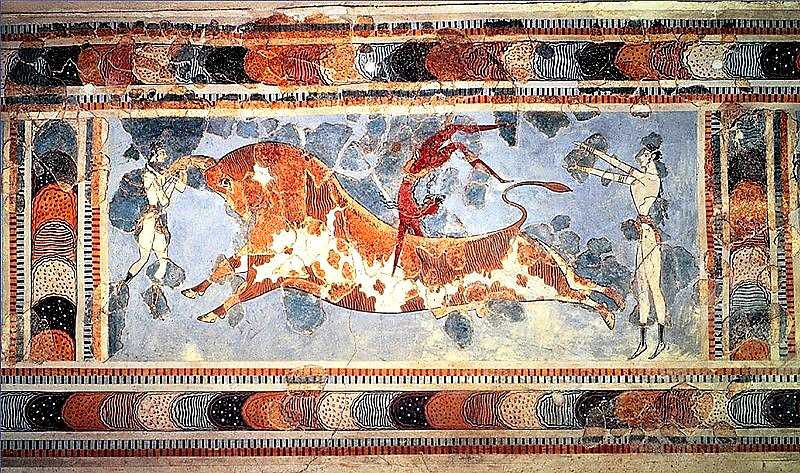
A ”Bikaugratás jelenet”
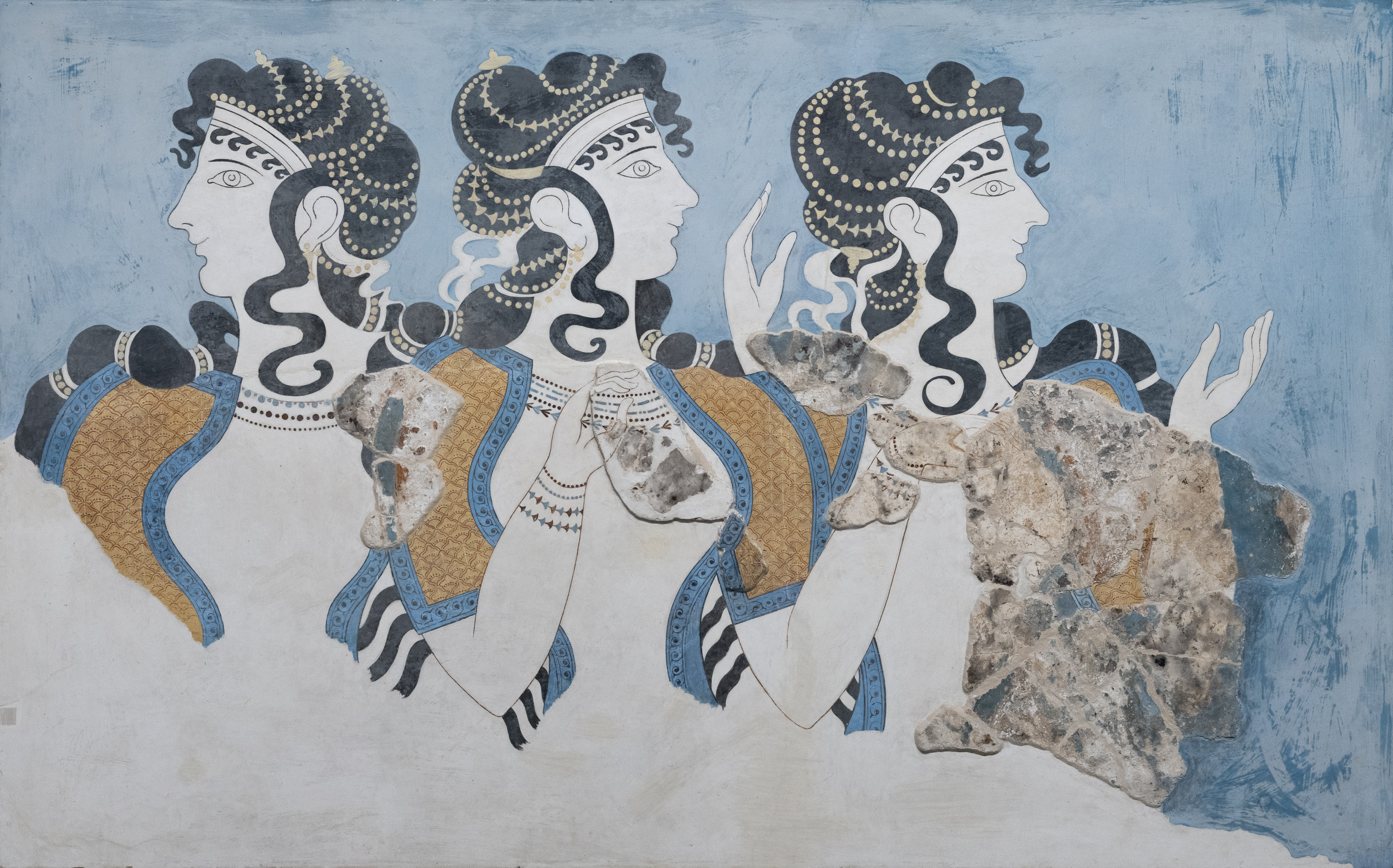
Minószi nők – freskó
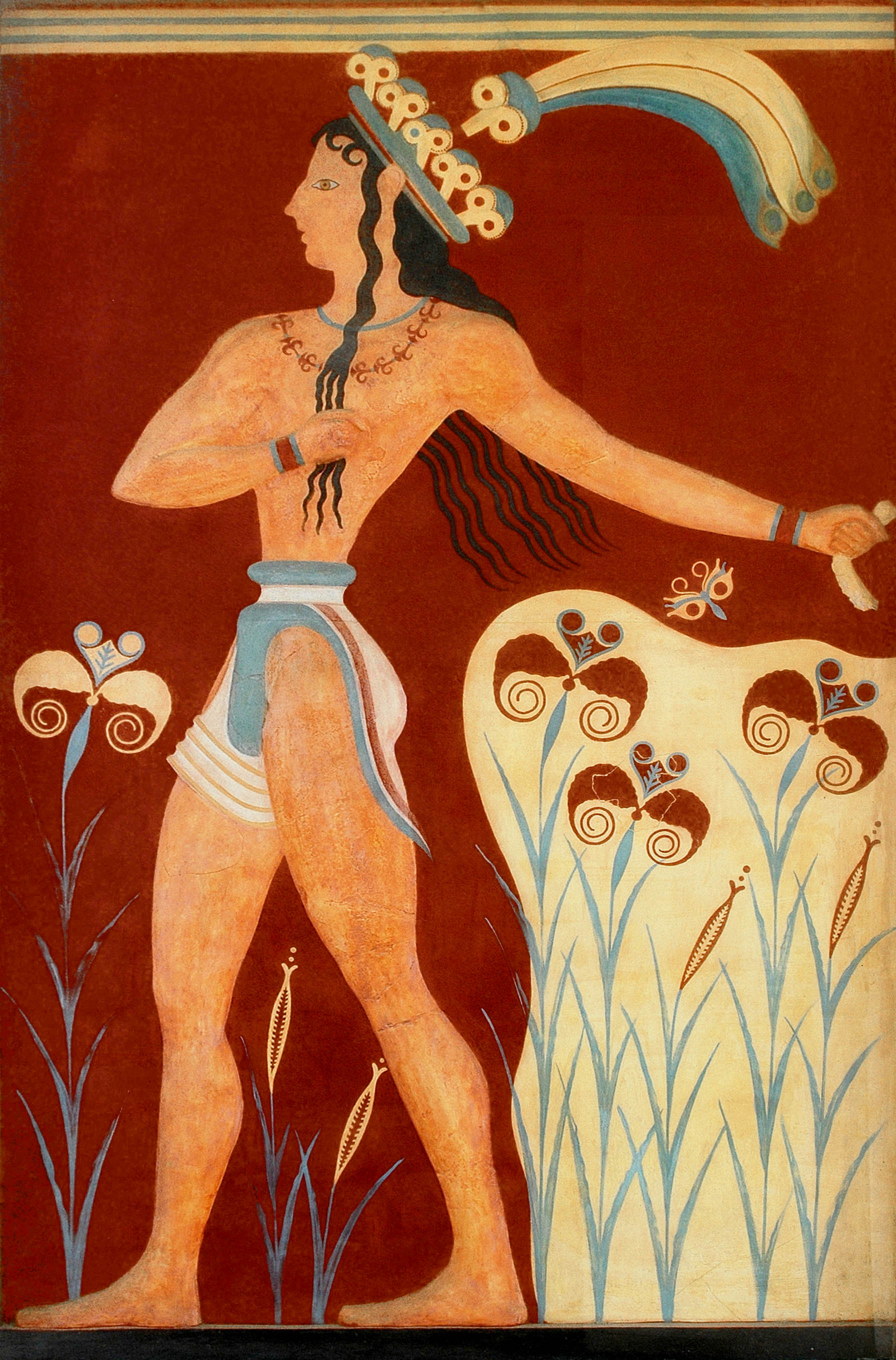
A „liliomos herceg” – egyesek szerint koronás istennő
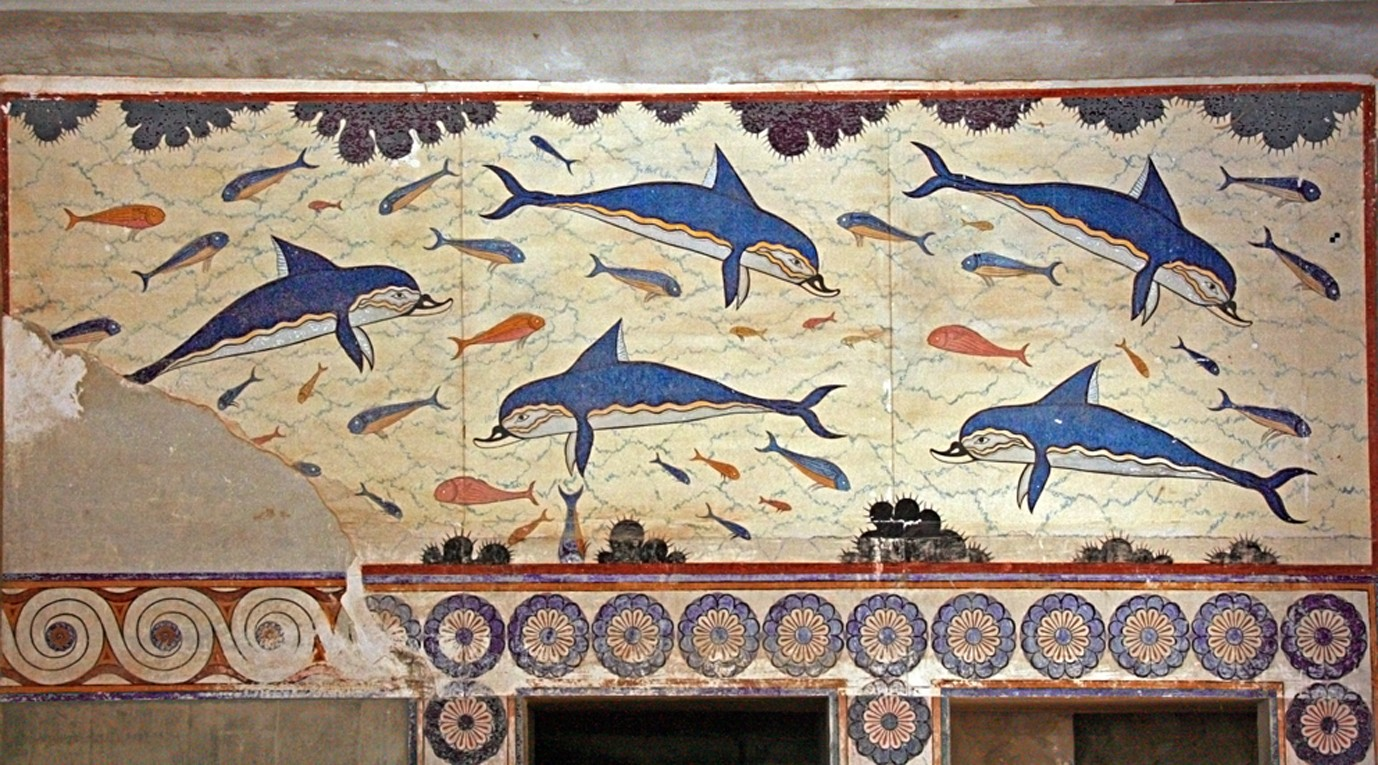
A királynő szobájában látható delfinek
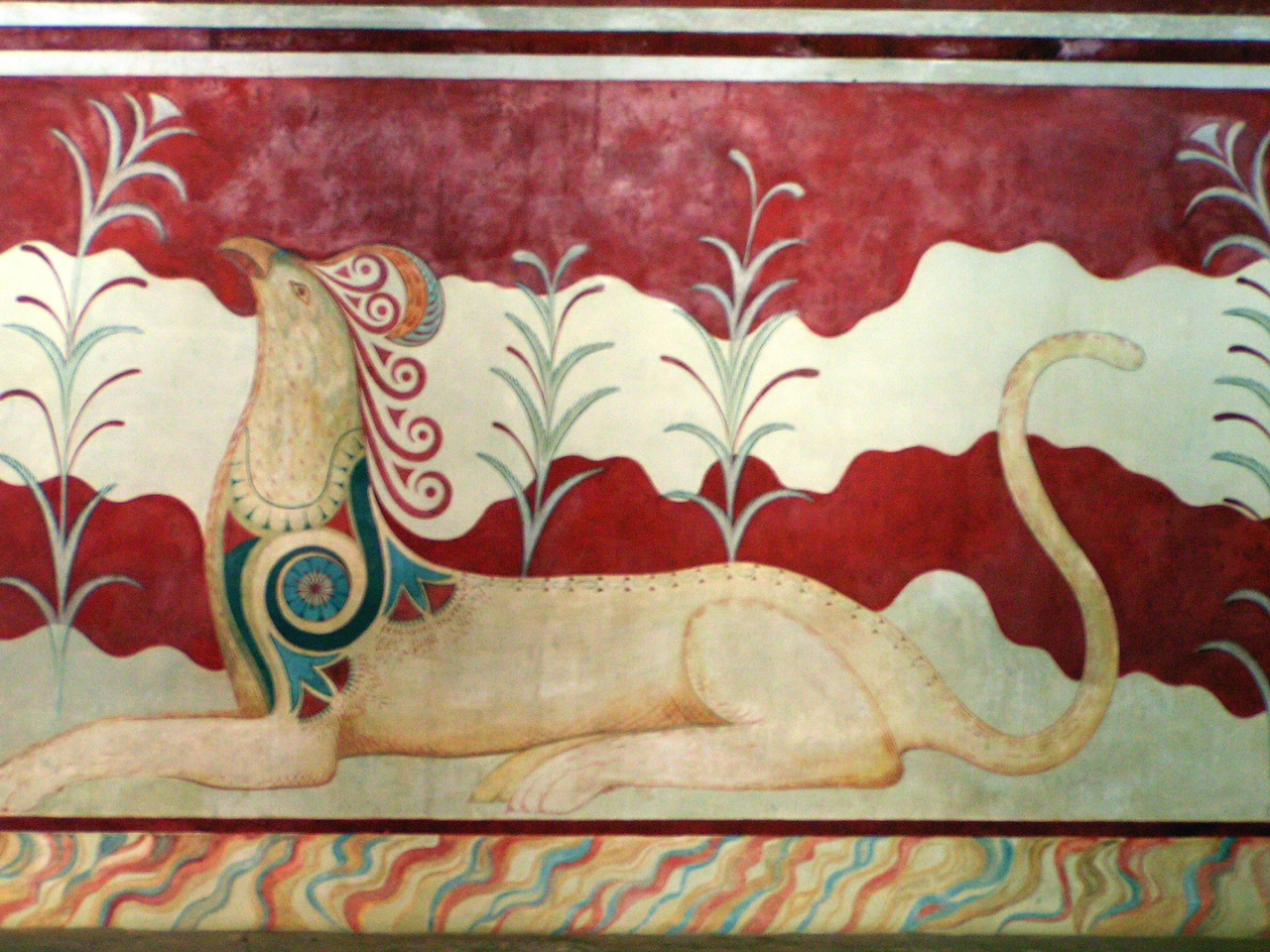
Trónterem – griff

A knósszoszi palota alaprajza és falfreskói arra utalnak, hogy a minószi kultúrában a sport a vallás része volt – az épületszárnyak által közrefogott óriási központi tér ideális helyszíne volt az udvari és vallási ünnepségeknek, sőt a bikaugratásnak is. A teret közrefogó magas lépcsőfokok a nézők lelátói lehettek.
A királynő megaronjában (szobája) faülőkével, folyóvízzel és csatornával ellátott árnyékszék található. Égetett agyag fürdőkádak, vízvezeték és szennyvízcsatorna-rendszer szolgálták a palota lakóinak kényelmét. Ezt a lakrészt díszítik a híres delfines freskók – de eredetiségük vitatott.
A trónteremben áll az alabástrom királyi trónus; a terem vörös falait liliomos mezőben egymással szemben álló griffek ékesítik. Egyszerre körülbelül 16 ember vehetett részt az uralkodói kihallgatásokon. A kutatók véleménye megoszlik, hogy a trónus az uralkodó pap-királyé, vagy a legfőbb  papnőé volt-e. A palota feltárása során előkerült szobrok és edények alapján egyes kutatók azt feltételezik, hogy a szigeten matriarchátus volt. Paul Faure – francia régész a minószi-civilizáció és a lineáris-A írás kutatója – szerint a minósz szó nem személynév, hanem egy egyszerű jelző, ami annyit jelentett: „áldott”, „termékeny”. Szintén a termékenységhez köthető a szent Bika kultusza, valamint a Kígyó-anyaistennő kultusza. (A palota leletei között van néhány olyan szobrocska, amely a Kígyóistennőt ábrázolja: az istennő fiatal, fedetlen keblű, földig érő szoknyát, rajta kötényt viselő nő, aki felemelt kezeiben egy-egy kígyót tart – a szobrokat az anyaistennő kultuszához kapcsolják, de a bikaimádat és a két kígyó akár egyiptomi hatás bizonyítéka is lehet.)
A feltárási munkálatok során a régészek több mint 4000, nemes kőből készült, állatokat (elsősorban bikákat) és hajókat ábrázoló vésetekkel díszített pecsétnyomóra bukkantak. A mikroszkópos vizsgálatok során végtelenül finom véseteket találtak a pecsétnyomókon – így felvetődött, hogy készítőiknek valamiféle nagyítólencse állhatott a rendelkezésére, hiszen másképp nem tudtak volna ilyen tökéletes műveket létrehozni.

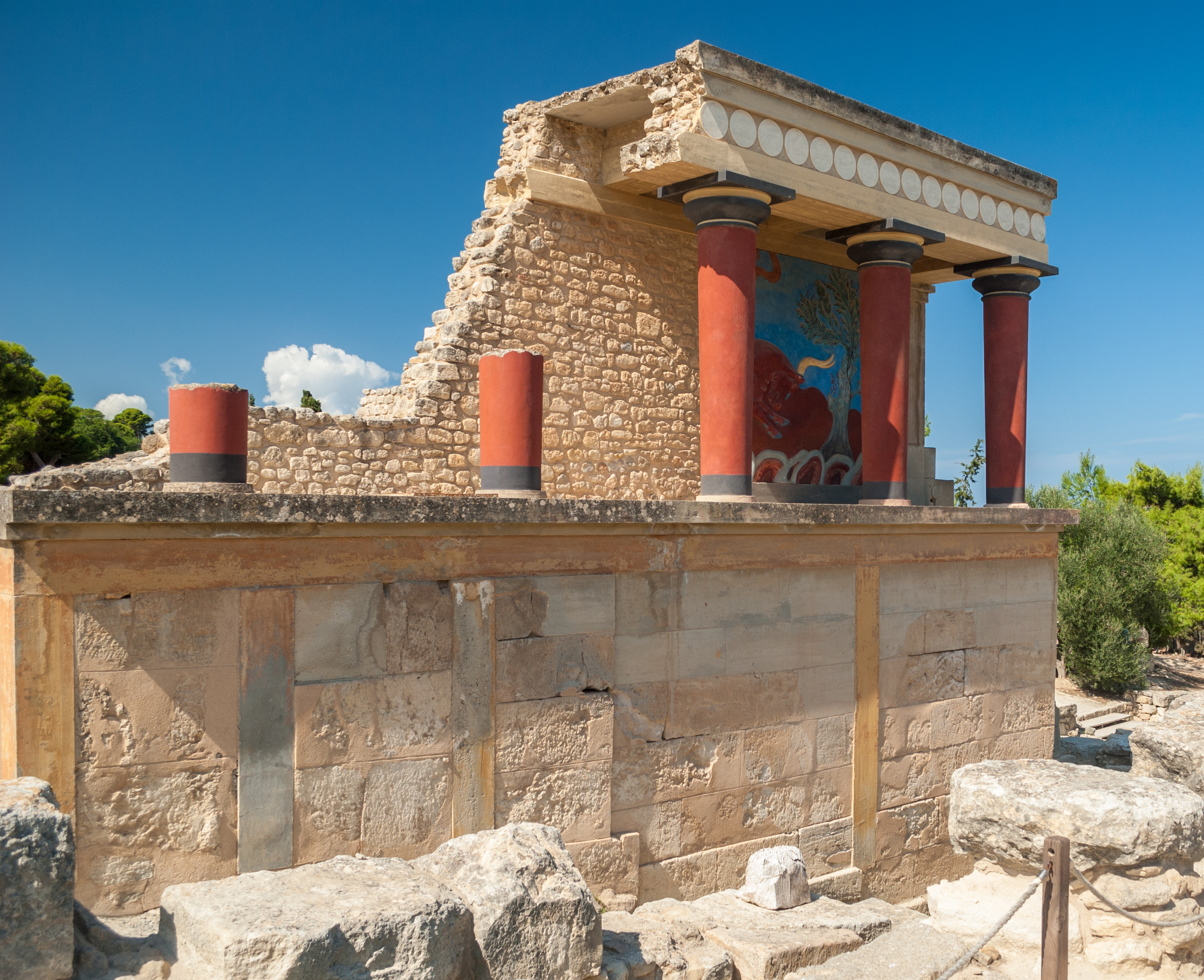
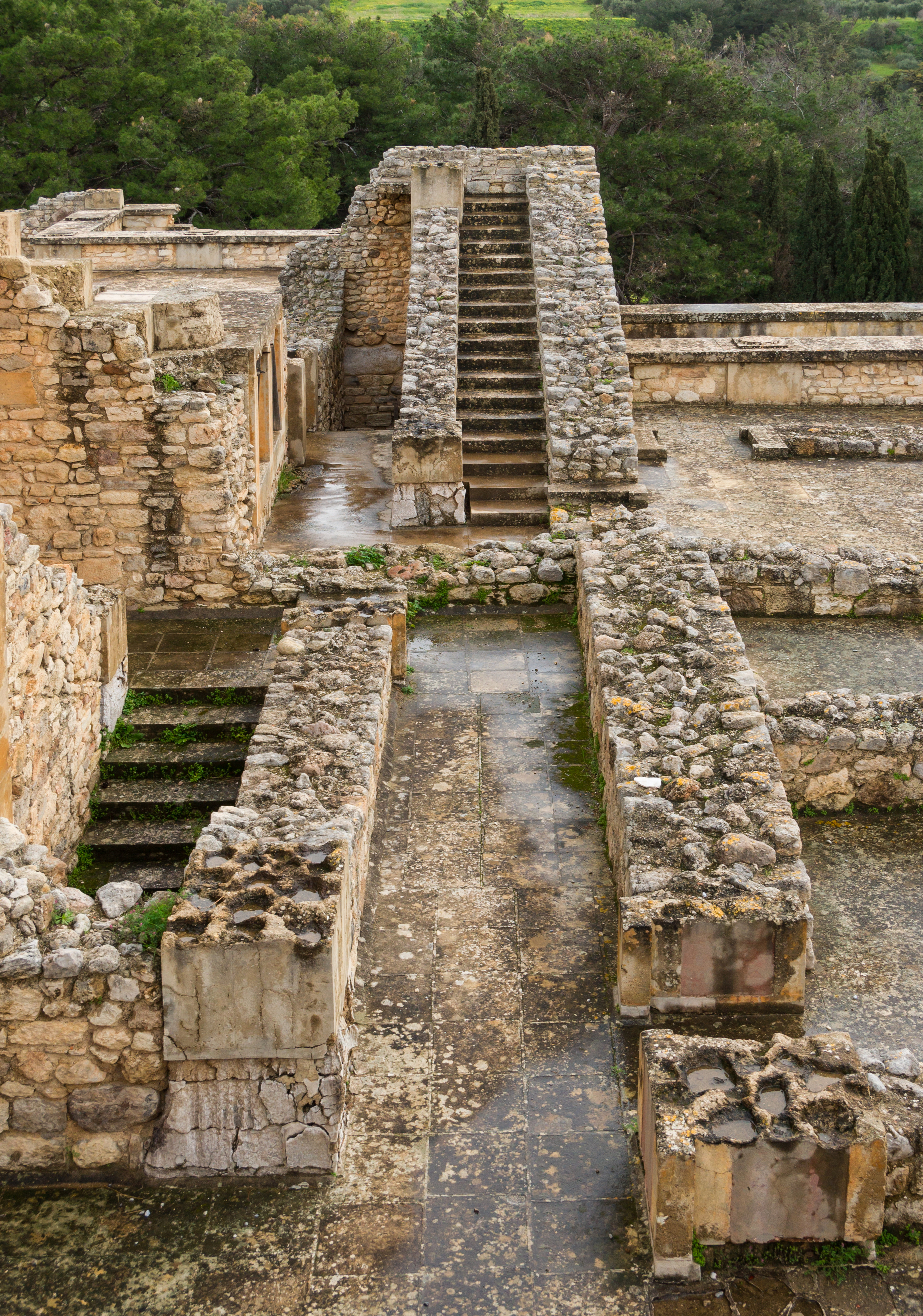
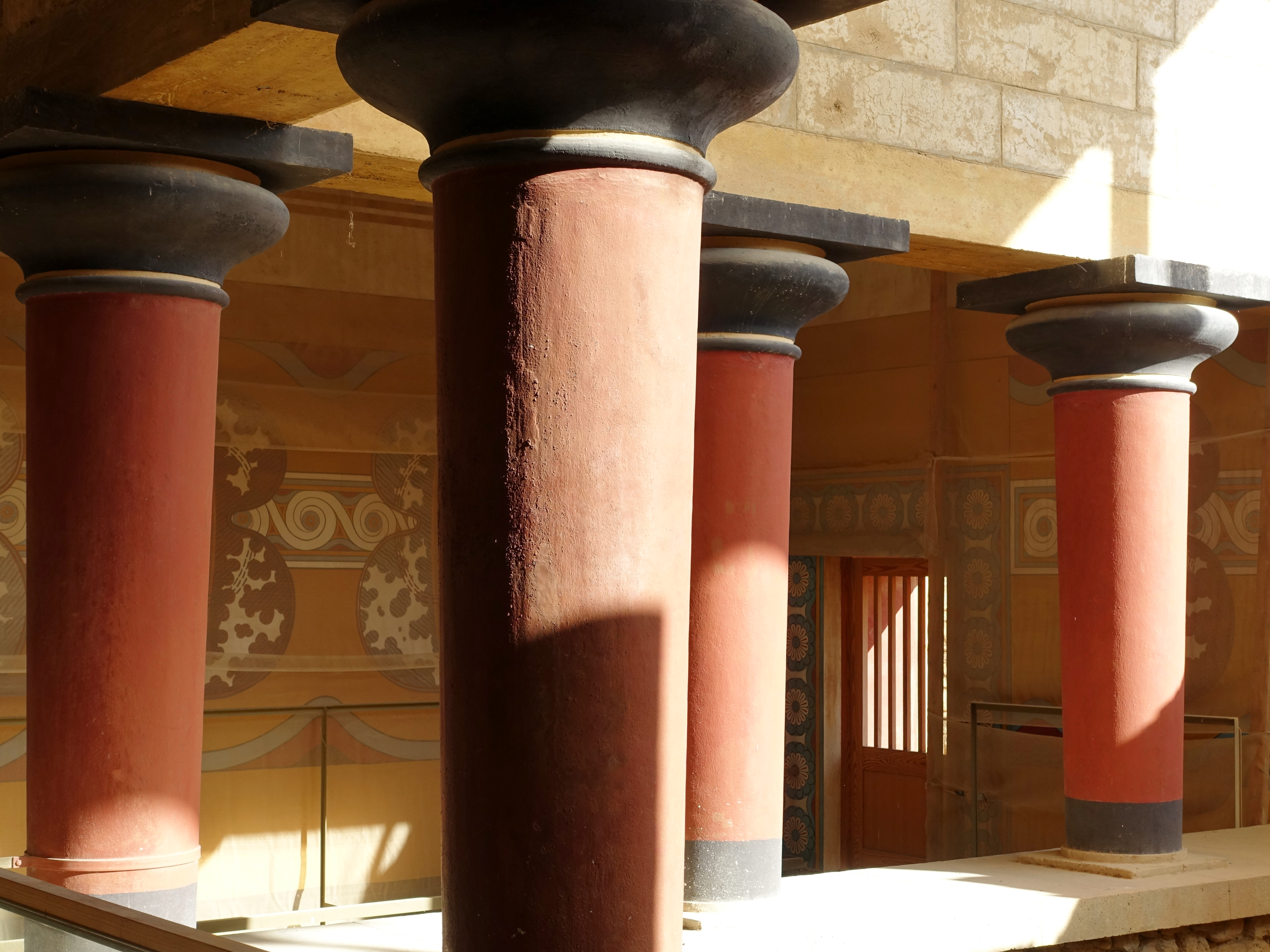
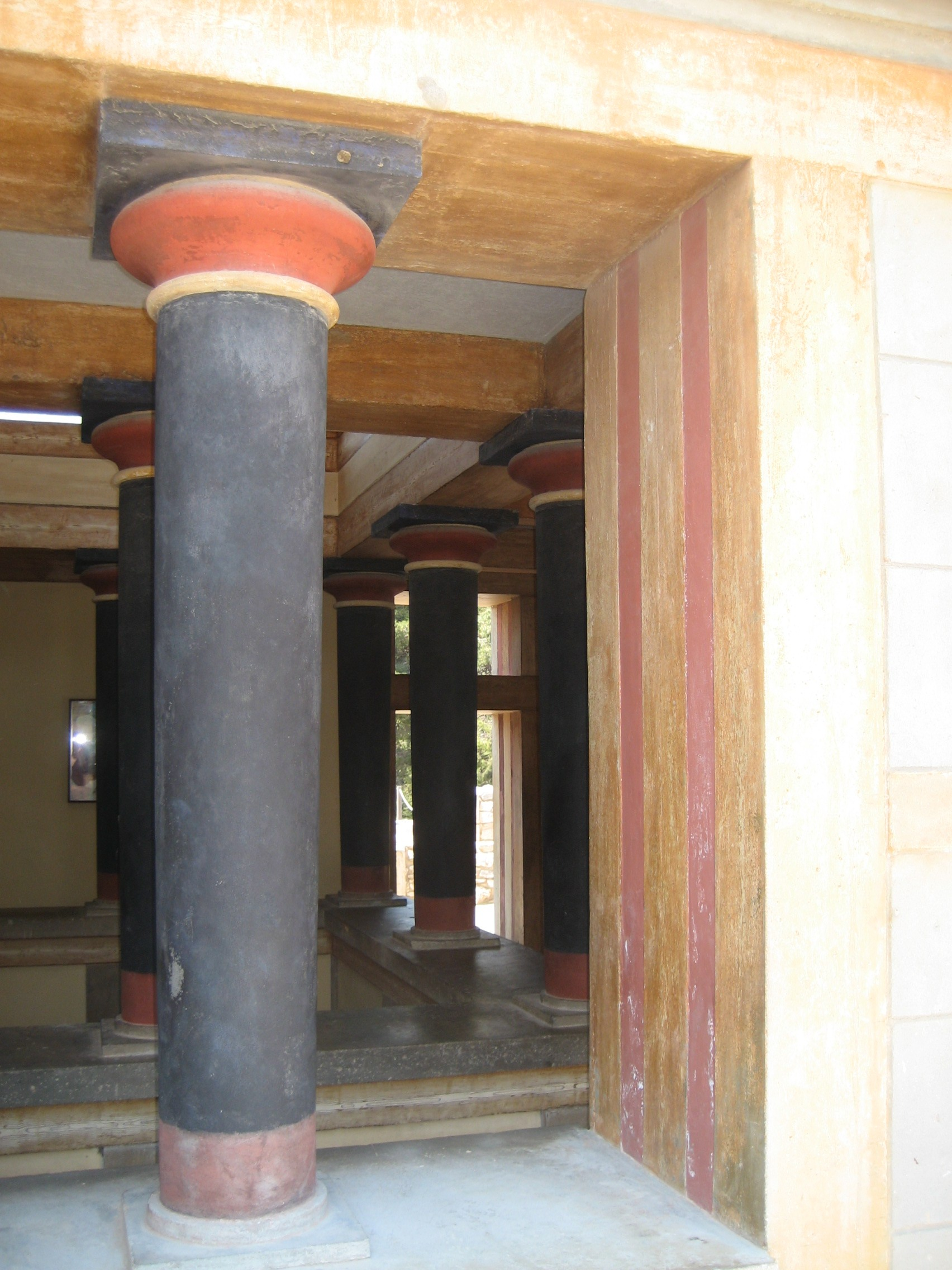
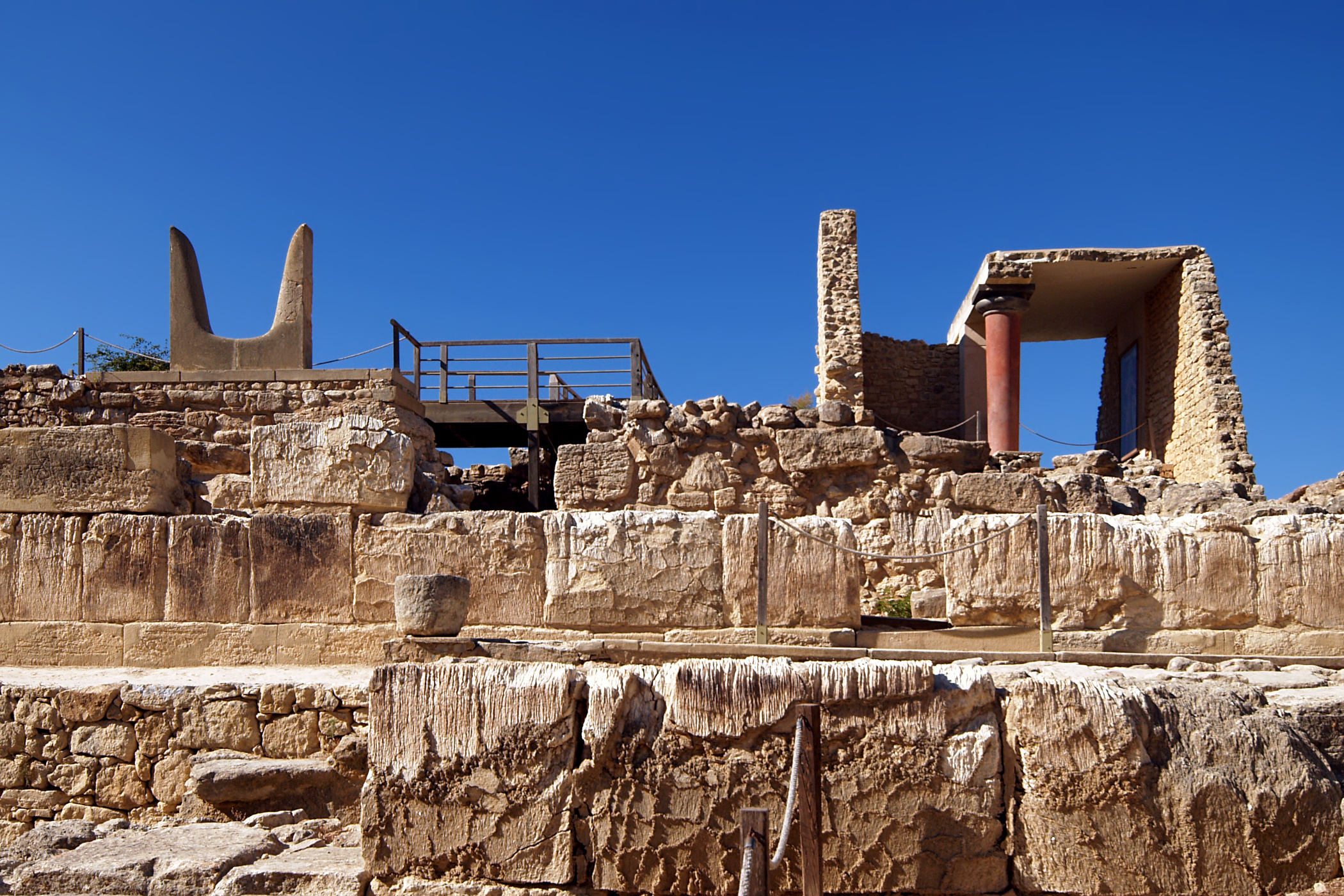
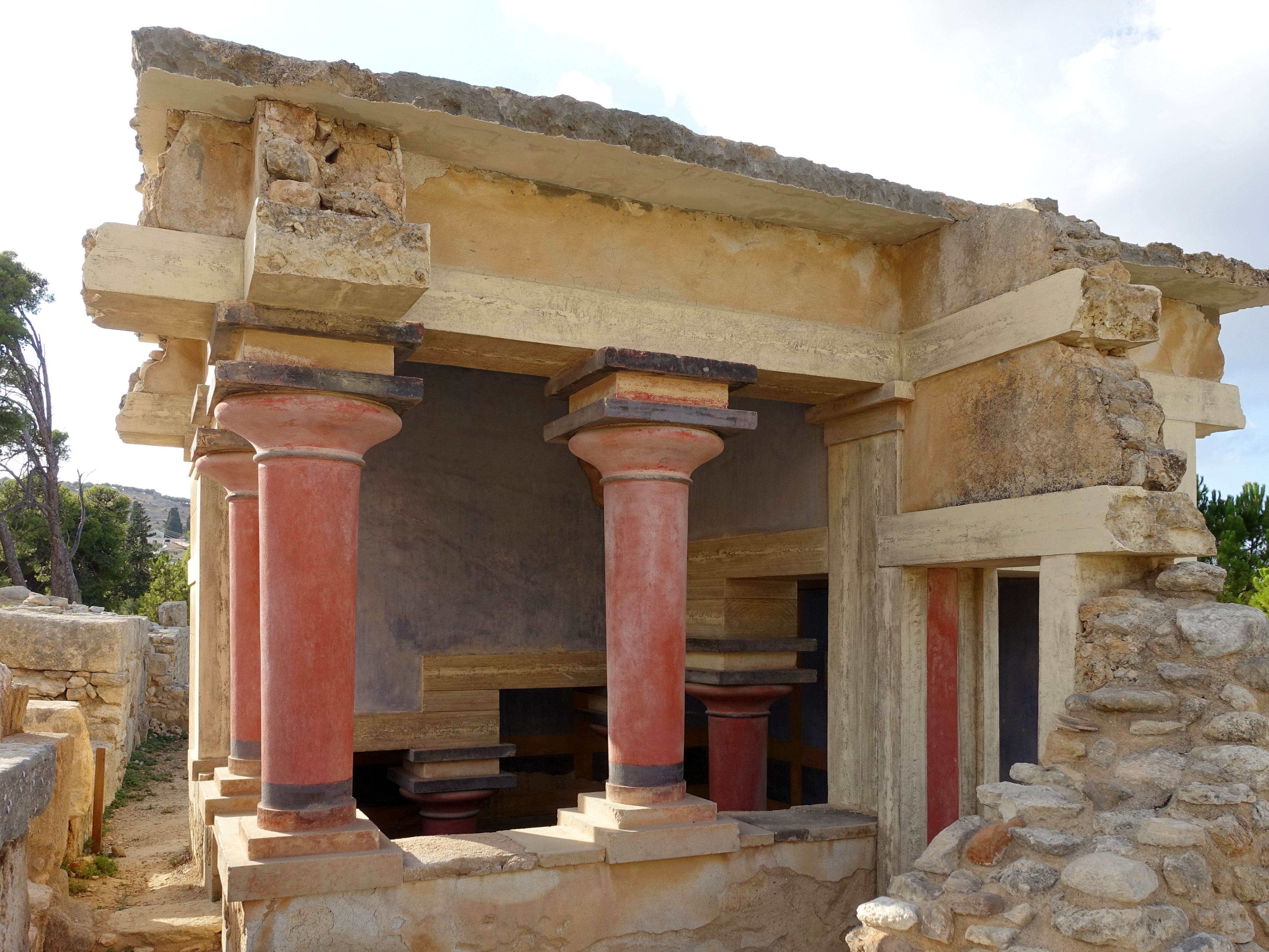
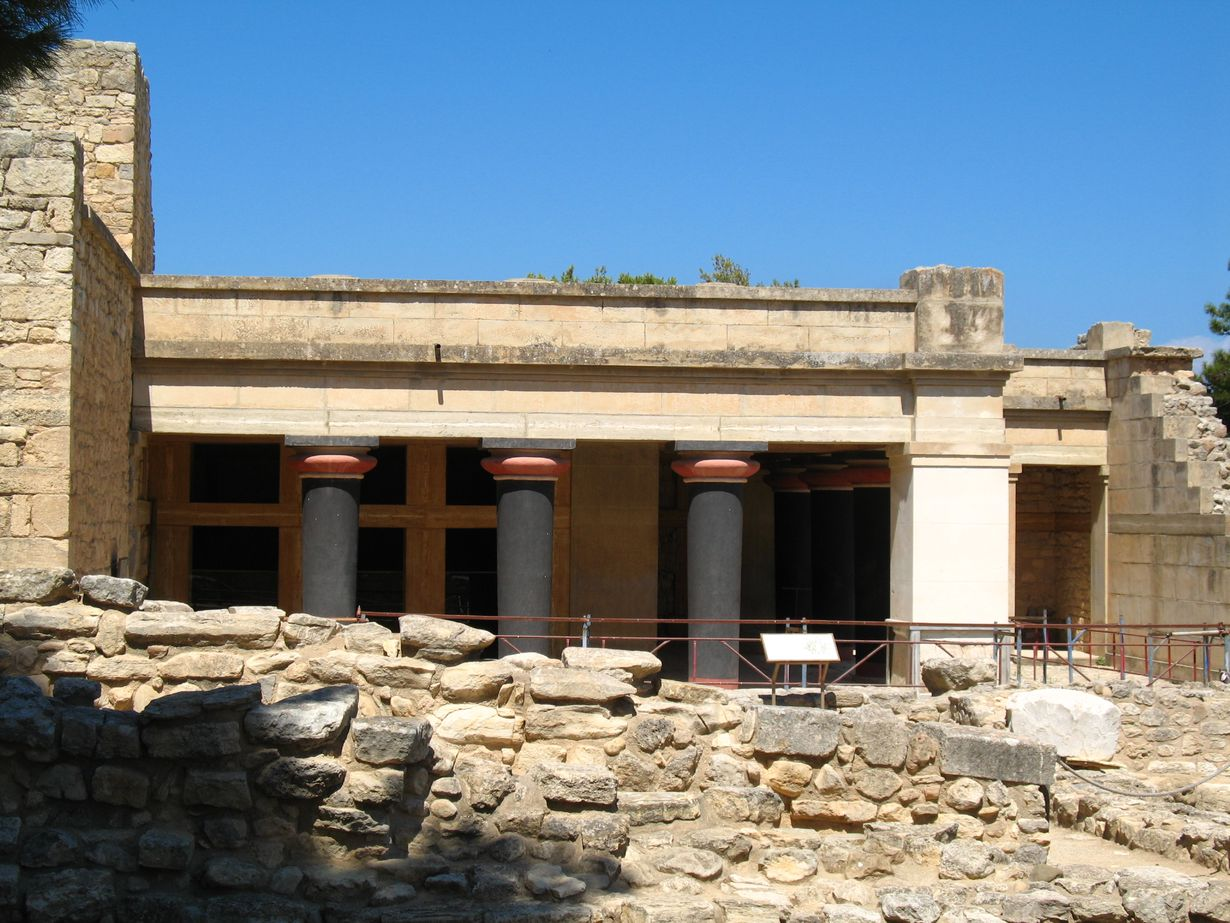
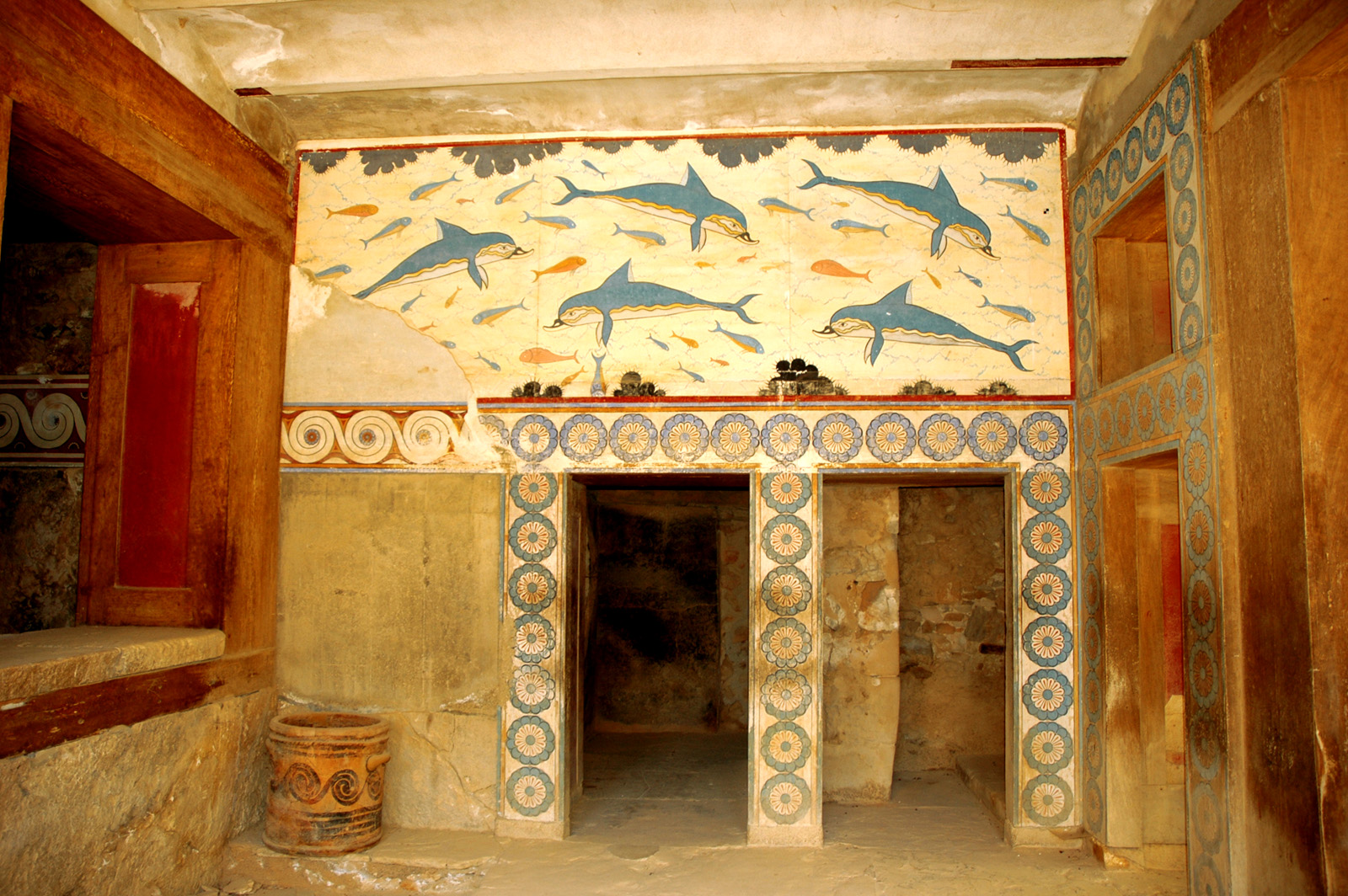
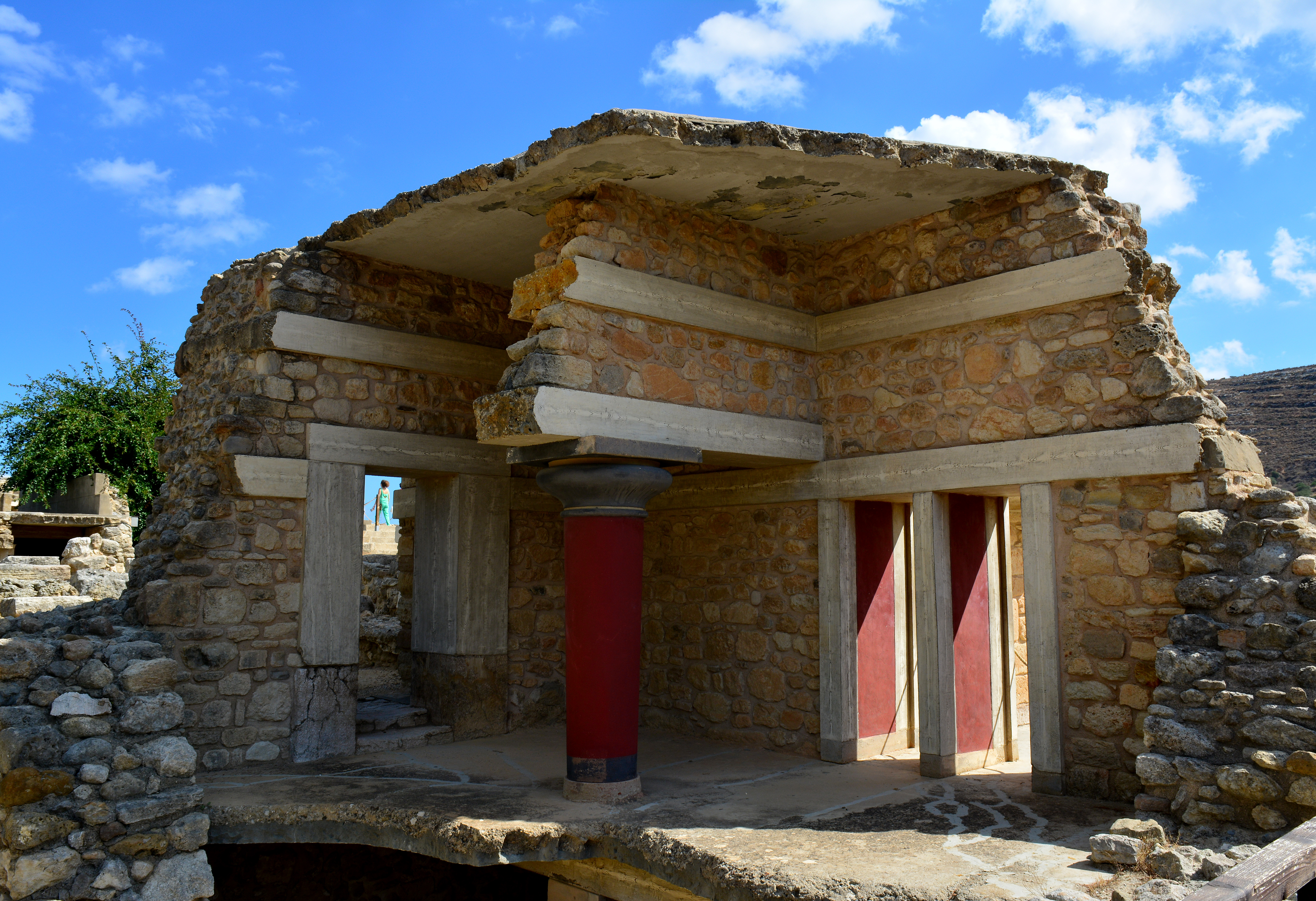
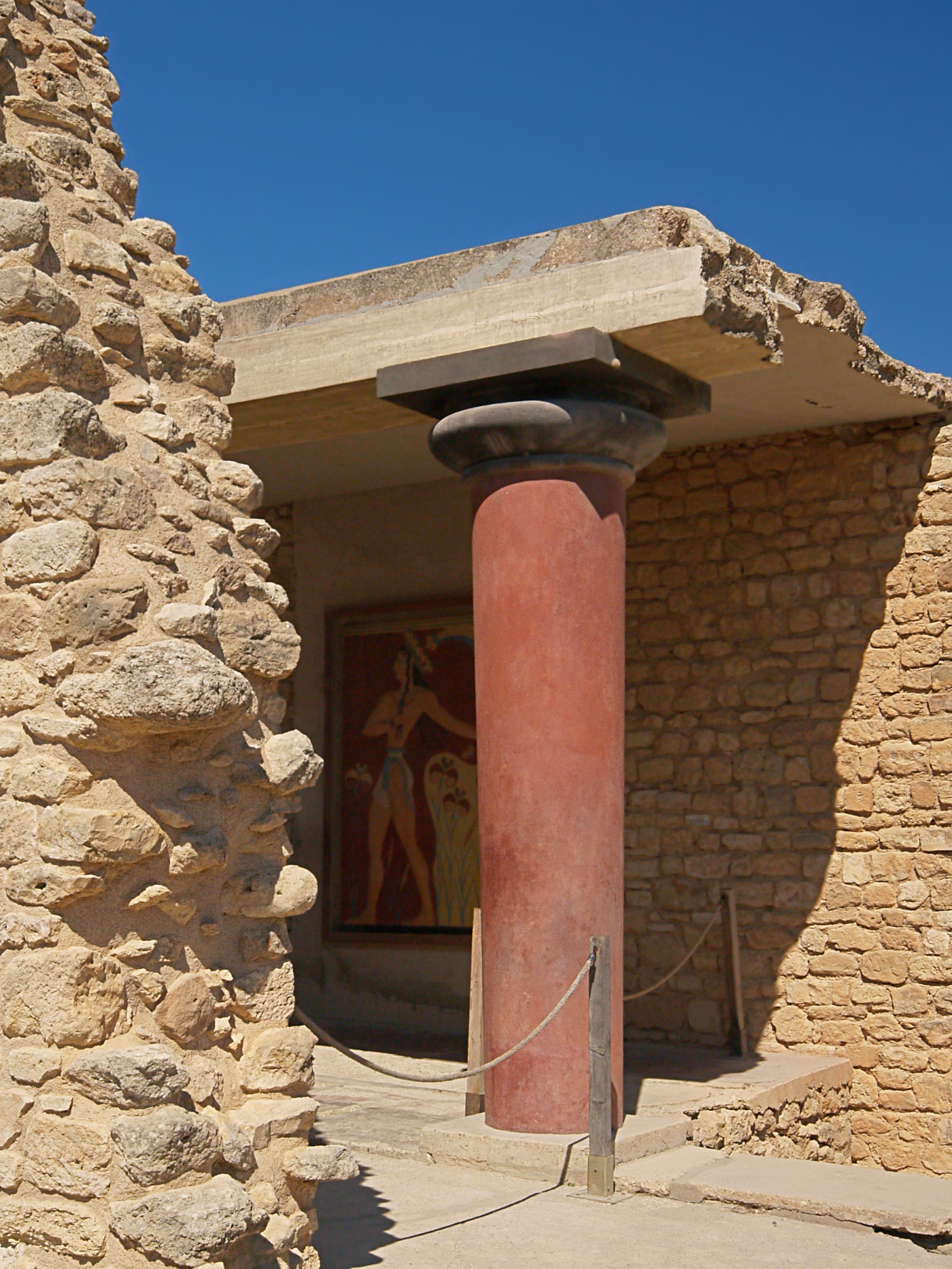
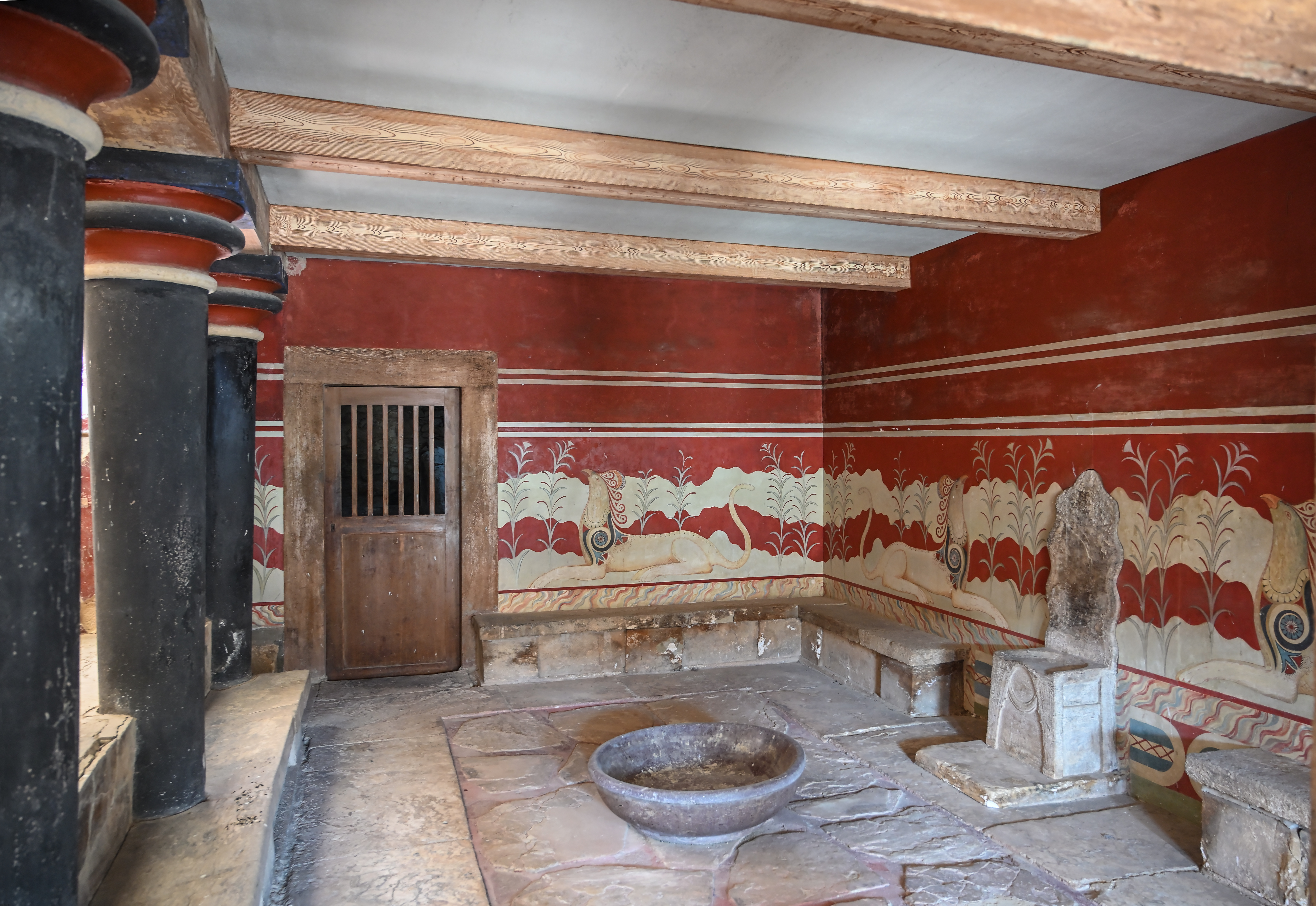
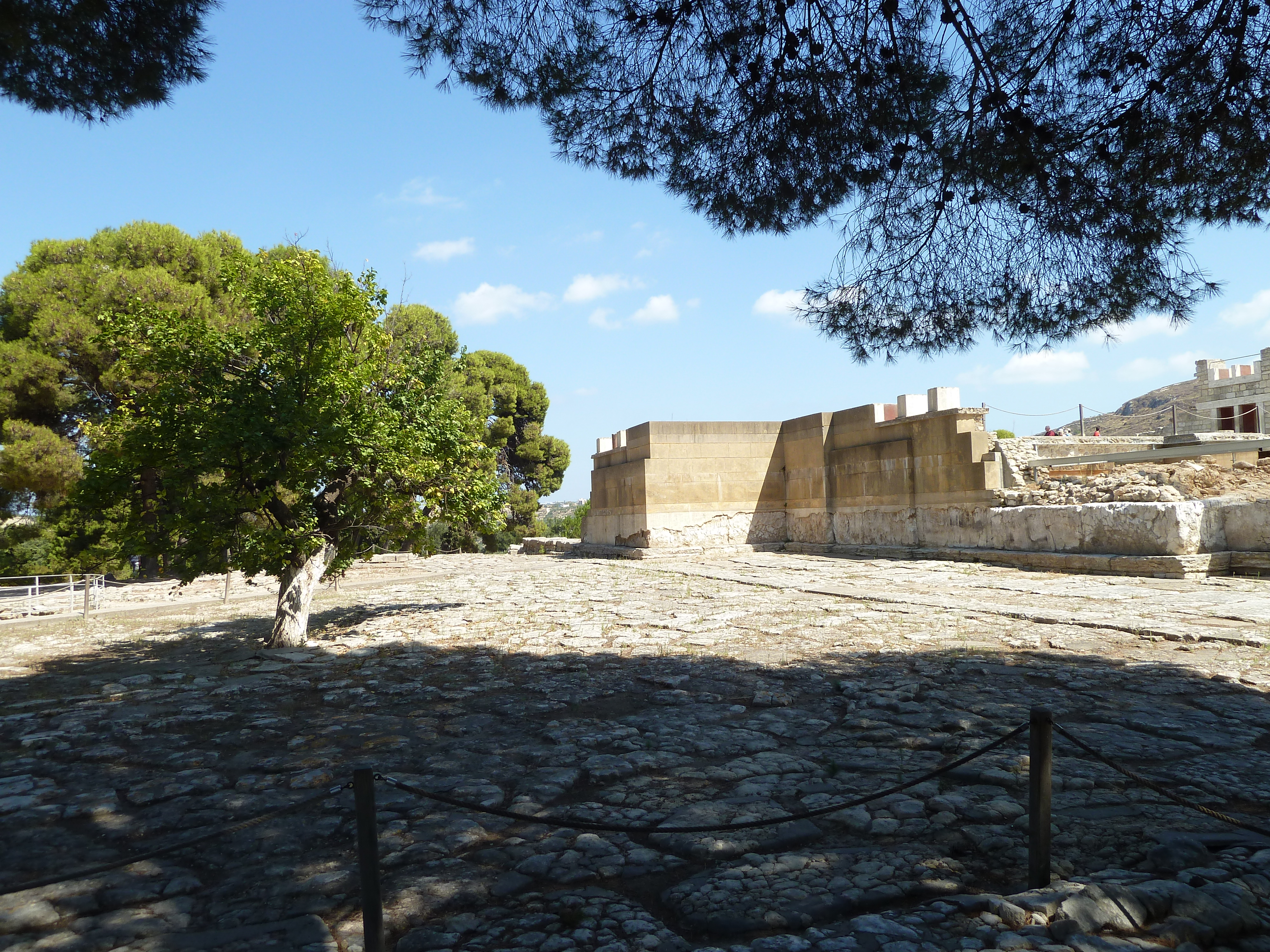

## Lásd még
- Minószi civilizáció
- Minótaurosz
- Minószi művészet
- Minószi vallás